# Проскура Ілля Павлович
Ілля Павлович Проскура (1 серпня 1922, Клепечиха — 28 грудня 1988) — радянський вчений у галузі кормовиробництва, доктор сільськогосподарських наук (з 1970 року), професор (з 1972 року), академік ВАСГНІЛ (з 1985 року).

## Біографія
Народився 1 серпня 1922 року в селі Клепачисі (тепер Поспелихінського району Алтайського краю). У 1951 році закінчив Львівський сільськогосподарський інститут.
У 1951–1952 роках працював викладачем основ землеробства школи механізації сільського господарства в селі Оброшиному Львівської області.
У 1952–1959 роках — молодший науковий співробітник, у 1959–1963 роках — старший науковий співробітник відділу рослинництва, у 1963–1965 роках — завідувач відділу зернобобових культур, у 1965–1970 роках — завідувач відділом меліорації і освоєння осушених земель НДІ землеробства і тваринництва західних районів УРСР.
Був заступником голови Агрономічної ради Південного відділення ВАСГНІЛ, одночасно завідував лабораторією зернобобових культур Українського НДІ землеробства (1970–1973; 1980–1982 роки). У 1973–1980 роках — директор Українського НДІ кормів. У 1980–1982 роках — заступник голови Президії Південного відділення ВАСГНІЛ. У 1982–1988 роках — академік-секретар Відділення кормовиробництва ВАСГНІЛ.

Могила Іллі Проскури

Помер 28 грудня 1988 року. Похований в Києві на Байковому кладовищі (ділянка № 52).

## Наукова діяльність
Був розробником наукових основ підвищення врожайності кормових культур. Займався питаннями збільшення виробництва рослинного білка за рахунок вдосконалення структури посівних площ, вирощування кормових культур в чистих, змішаних і повторних посівах. Досліджував раціональне поєднання біологічного і мінерального азоту при вирощуванні зернових бобових культур. Один з авторів нових сортів озимої вики «Ставчанка», люпину «Рокінскій-58», зерно-укісного гороху «Подільський».
Вперше в умовах західних районів України провів широкі дослідження біології росту, розвитку та насіннєвої продуктивності нових сортів кормового люпину, розробив і науково обґрунтував прийоми обробітку цієї культури. Під його керівництвом розроблені рекомендації по виділенню кормовиробництва в самостійну спеціалізовану галузь.
Мав шість авторських свідоцтв на винаходи. Автор понад 200 наукових праць, в тому числі близько 40 книг і брошур. Серед них:
- Кормовой люпин — источник белковых кормов. — М., 1967. — 7 с;
- Люпин / співавтор: Д. К. Валовченко та інш. — Київ, 1979. — 141 с;
- Производство и рациональное использование кормового протеина / співавтор.: Н. І. Толкач та інші — Київ: Урожай, 1979. — 407 с;
- Організація кормовоі бази: виробництво кормів / співавтор: Г. П. Квітко та іншші — Київ, Урожай, 1982. — 231 с;
- Пути увеличения производства растительного кормового белка / співавтор: Ю. К. Новоселов, Г. Д. Харьков. — М.: Знание, 1988. — 64 с.

## Відзнаки
Нагороджений орденами «Знак Пошани» (1977), Вітчизняної війни II ступеня (1985), 11 медалями СРСР, почесними грамотами Президії ВАСГНІЛ.